# Athyma asura

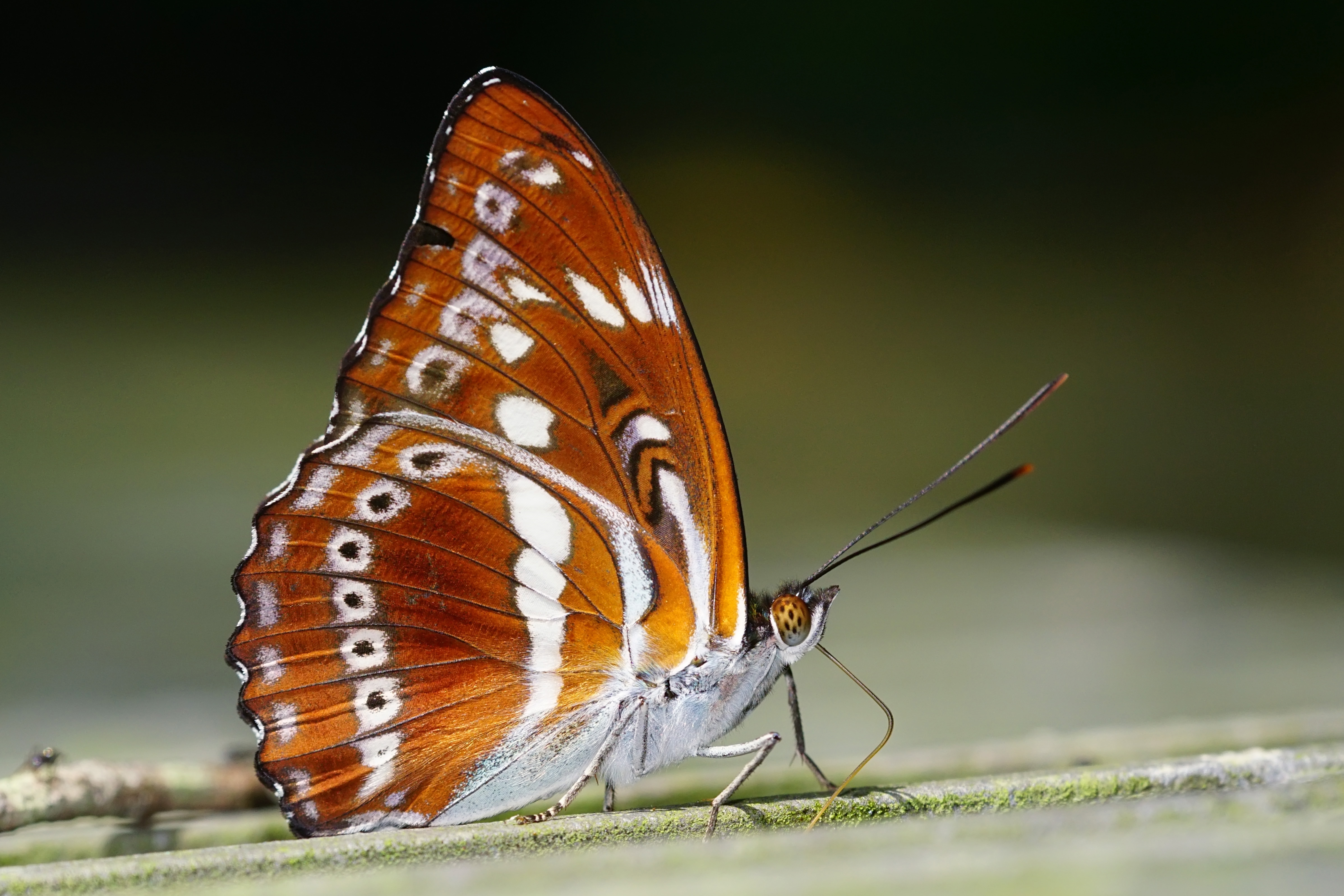
Flügelunterseite

Athyma asura ist ein in Asien vorkommender Schmetterling (Tagfalter) aus der Familie der Edelfalter (Nymphalidae) und der Unterfamilie der Eisvögel (Limenitidinae).

## Merkmale

### Falter
Die Flügelspannweite der Falter beträgt um 60 Millimeter. Zwischen den Geschlechtern besteht kein Sexualdimorphismus, Männchen und Weibchen weisen die gleichen Zeichnungselemente auf. Die Grundfarbe der Flügeloberseiten ist schwarz und schimmert je nach Lichteinfall zuweilen leicht grünlich bis bläulich. Über die Diskalregion erstreckt sich ein aus weißen Flecken gebildetes Band, das auch über den Hinterleib verläuft. Ein weiterer, einzelner weißer Fleck befindet sich in der Zelle. Auf der Submarginalregion der Hinterflügeloberseite verläuft eine Reihe weißer, meist schwarz zentrierter kreisrunder Flecke. Die Fransen sind abwechselnd schwarz und weiß gescheckt. Parallel zum Vorderrand verläuft auf der Vorderflügeloberseite eine dünne weiße Linie von der Basalregion bis zur Zelle. Auf den rotbraunen bis orange braunen Flügelunterseiten scheint das Fleckenmuster der Oberseite in ähnlicher Form hindurch.

### Ähnliche Arten
Athyma perius unterscheidet sich in erster Linie dadurch, dass die weiße Fleckenreihe auf der Hinterflügeloberseite nicht schwarz zentriert ist, außerdem ist die auf der Vorderflügeloberseite parallel zum Vorderrand verlaufende Linie breiter und meist unterbrochen.

### Präimaginalstadien
Das Ei hat eine grünliche Farbe und eine halbkugelige Form. Es ist über die gesamte Oberfläche mit hexagonalen Grübchen überzogen, aus denen kurze helle Härchen ragen. An der Grundfläche ist es stark abgeflacht.
Die Raupen schlüpfen ca. vier Tage nach der Eiablage. Sie sind in ihrem ersten Stadium überwiegend graugrün bis bräunlich gefärbt und mit kurzen Tuberkeln versehen, die sich im zweiten Stadium zu verzweigten Dornen umbilden und im dritten und vierten Stadium eine verlängerte Form annehmen. Die ausgewachsene Raupe vollzieht eine umfassende Änderung bezüglich der Färbung: Sie nimmt eine kräftige grüne Grundfarbe an und ist auf der gesamten Körperoberfläche mit Warzen überzogen, die kräftig blau gefärbt sind. Auf dem vierten Segment zeigt sie zwei kleine, kurze, rote, stachelige Kronen.
Die Puppe ist überwiegend bräunlich gefärbt, zeigt kurz vor dem Schlüpfen der Falter dunkle Flügelscheiden und besitzt an Rücken und Hinterkopf mehrere hornartige Auswüchse. Sie wird als Stürzpuppe an Zweigen oder Blättern befestigt.

## Verbreitung, Unterarten und Lebensraum

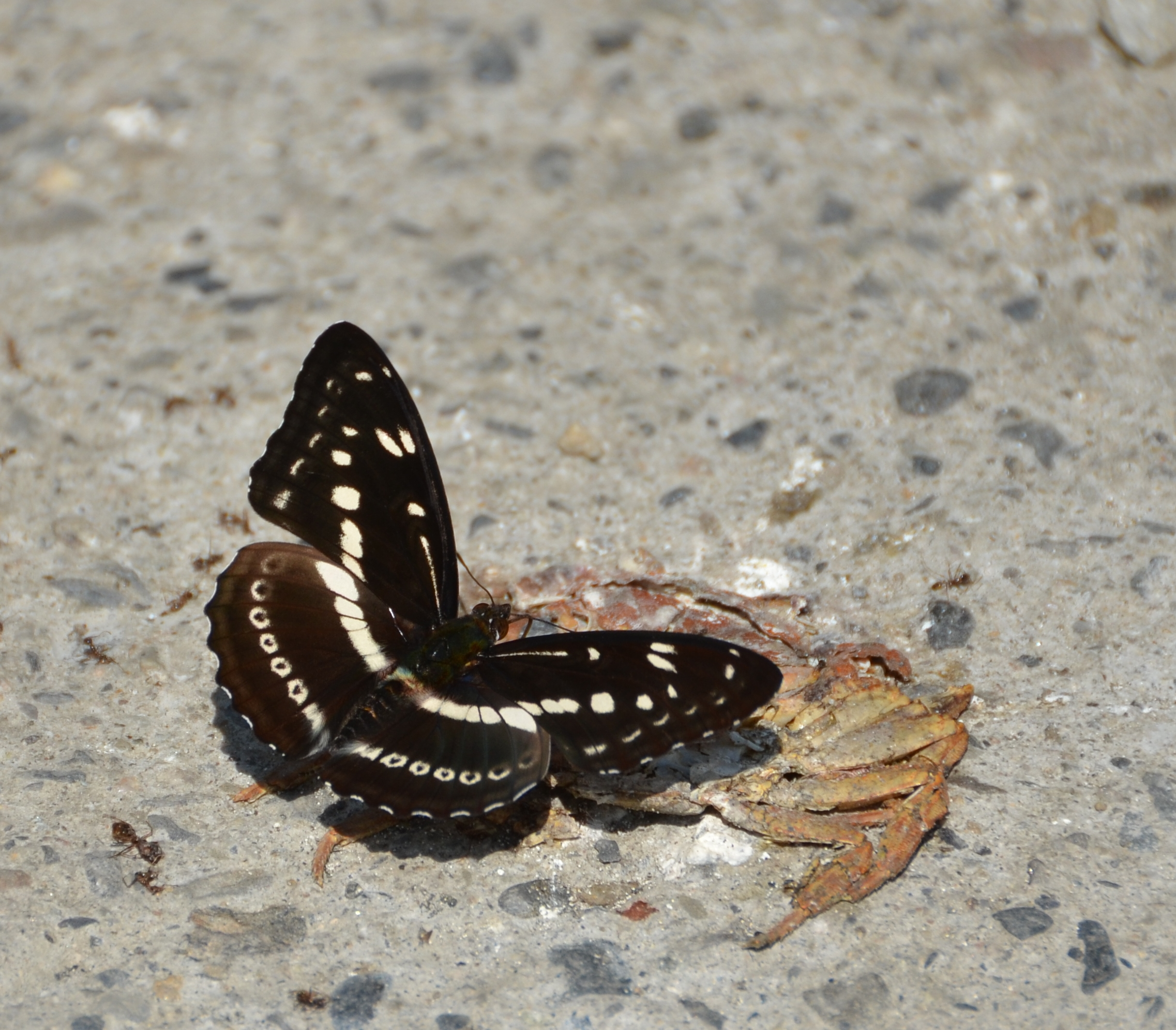
An Kadaver saugender Falter

Die Art kommt in Indien, Indonesien, Singapur, Myanmar, Nepal, im Südosten Chinas sowie auf Taiwan und Palawan vor. In den verschiedenen Vorkommensgebieten werden derzeit zehn Unterarten klassifiziert. Athyma asura besiedelt bevorzugt immergrüne Laubwälder.

## Lebensweise
Die Falter fliegen in mehreren Generationen im Jahr. Sie besuchen zur Nahrungsaufnahme sehr selten Blüten, nehmen an feuchten Erdstellen, Kadavern oder Exkrementen hingegen zuweilen Flüssigkeiten sowie Mineralstoffe auf. Die Raupen ernähren sich von den Blättern von Stechpalmengewächsen (Aquifoliaceae) oder von Randia canthioides, einer zur Pflanzenfamilie der Rötegewächse (Rubiaceae) zählenden Art.